# Leon King
Leon Thomson King (* 14. Januar 2004 in Glasgow) ist ein schottischer Fußballspieler, der bei den Glasgow Rangers in der Scottish Premiership unter Vertrag steht.

## Karriere

### Verein
Leon King begann seine Karriere bei den Glasgow Rangers. Als 15-Jähriger war King ein Teil des Kaders, der 2019 in Doha den Al Kass International Cup gewann. Mit der U18 gewann er zudem den Ligameistertitel. Im März 2020 erhielt er einen Vertrag als Profi bei den Rangers. King debütierte 2020 bei einem 4:0-Sieg gegen den FC Falkirk im Ligapokal für die Rangers. Im Mai 2021 debütierte er in der Scottish Premiership beim 3:0-Auswärtssieg gegen den FC Livingston als er für Joe Aribo eingewechselt wurde.

### Nationalmannschaft
Leon King debütierte im Jahr 2018 in der schottischen U16-Nationalmannschaft. Für diese absolvierte er vier Spiele. Ab dem Jahr 2019 kam er in der U17 zum Einsatz.

## Erfolge
Glasgow Rangers
- Schottischer Pokalsieger: 2022
- UEFA-Europa-League-Finalist: 2022